# Linda major
Linda major är en skalbaggsart som beskrevs av J. Linsley Gressitt 1942. Linda major ingår i släktet Linda och familjen långhorningar. Inga underarter finns listade i Catalogue of Life.